# Colobothea sahlbergi
Colobothea sahlbergi là một loài bọ cánh cứng trong họ Cerambycidae.